# Чернігівриба
«Чернігівриба» — рибокомбінат у Чернігові, приватне акціонерне товариство.

## Історія
Перші виробничі потужності підприємства «Рибзбут» були збудовані у 1950-х роках. Тоді це були коптильний цех та ділянка перевалки солоної риби. Тоді завдання полягало у розподілі солоної риби по торгівельній мережі Чернігівщини.
Наприкінці 1960-х років було здійснено комплексну реконструкцію підприємства. До існуючого коптильного цеху було прибудовано цех засолення. Також було збудовано холодильник площею 1200 м².
Відтак «Рибзбут» перетворився на підприємство з повним циклом виробництва рибопродуктів — від зберігання замороженої сировини до її переробки в різні види продукції.
Чергові модернізації 1970-80-х років розширили виробничі потужності підприємства. Підприємство стало основним виробником та постачальником рибної продукції на Чернігівщині.
1995 року було створено ЗАТ "Чернігівське підприємство по переробці та реалізації рибних товарів «Чернигівриба».
У 2000-х роках було замінено з метою безпеки населення аміачне обладнання на фреонне.

## Інфраструктура
Територія підприємства займає площу 2,14 га, на якій знаходяться 8 будівель, серед них рибообробний цех з охолоджуваним приміщенням для засолу риби та коптильними і вялочними камерами, холодильний склад, а також підстанція та допоміжні будівлі, адміністративна будівля та магазин.[джерело?]
Підприємство має 10 спеціалізованих вантажних автомобілів, оснащених термофургонами і холодильним устаткуванням.
В Чернігові розташовані 4 магазини.

## Діяльність
Чернігівриба є постійним постачальником рибної продукції для дитячих оздоровчих закладів, санаторіїв, соціальних, медичних і освітніх установ міста Чернігова та області.[джерело?]